# Karl-Anthony Towns
Karl-Anthony Towns Cruz (Metuchen, Nueva Jersey, 15 de noviembre de 1995) es un jugador de baloncesto dominicano-estadounidense que pertenece a la plantilla de los New York Knicks de la NBA. Con 2,13 metros de estatura, juega en la posición de ala pívot.
Towns jugó tres temporadas en el instituto St. Joseph en Metuchen, Nueva Jersey, donde fue incluido en el mejor quinteto estatal en cada temporada, ya que lideró al instituto a tres campeonatos estatales. Fue nombrado para el equipo olímpico de la selección nacional de baloncesto de la República Dominicana a los 16 años de edad. Towns jugó una temporada de baloncesto universitario con los Wildcats de la Universidad de Kentucky.
Fue elegido en la primera posición del Draft de la NBA de 2015 por los Minnesota Timberwolves, convirtiéndose en el primer jugador latino en ser elegido en dicha posición.

## Trayectoria deportiva

### Instituto

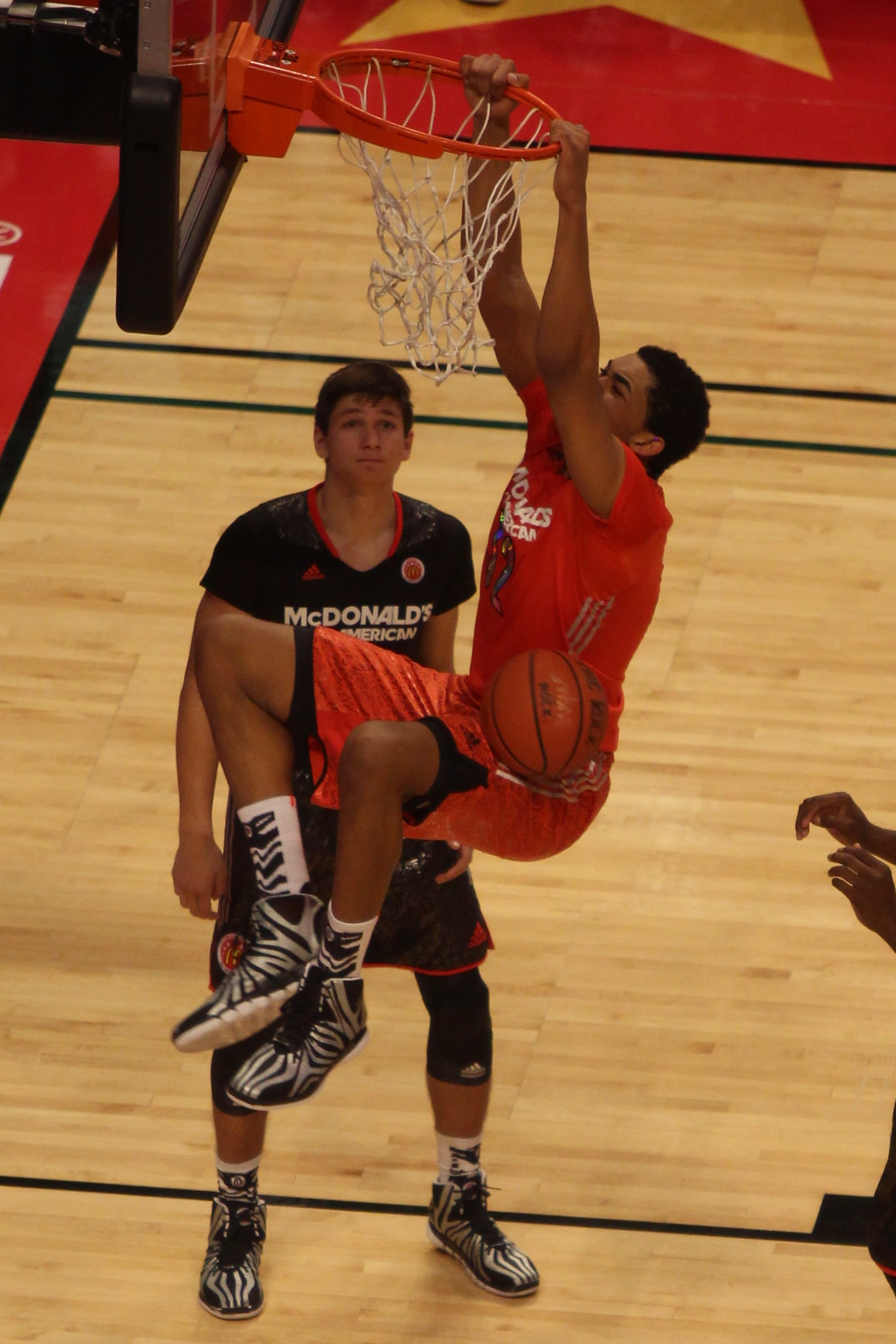
Towns en el McDonald's All-American Boys Game de 2014.

En su primer año en el instituto St. Joseph en Metuchen, Nueva Jersey, Towns lideró al equipo de baloncesto al campeonato estatal de 2012, ganándose la primera posición en el ranking nacional de los jugadores de institutos llamado ESPN 25. Durante su primera temporada, Towns promedió 11,6 puntos, 9,6 rebotes, 1,4 asistencias y 3,8 tapones por partido mientras lideraba a su instituto a un récord de 28-1. Después de la temporada, fue incluido en el mejor quinteto estatal de año.
A principios de diciembre de 2012, Towns anunció que se graduaría un año antes del instituto y se comprometió para jugar baloncesto con los Kentucky Wildcats con el entrenador Calipari, quien lo había entrenado como parte de la selección nacional de baloncesto de la República Dominicana. ESPN, que lo había clasificado como el mejor prospecto de la clase de reclutamiento de 2015, lo señaló como tercer clasificado en su clase de 2014.
En su segunda temporada en 2012-13, Towns registró su mejor promedio en su carrera en el instituto con 21,3 puntos, 14,3 rebotes, 3,4 asistencias, 1,8 robos y 5,6 tapones por partido y lideró a su instituto al campeonato estatal por segunda vez consecutiva. El 6 de enero de 2013, Towns registró su primer cuádruple-doble con 16 puntos, 17 rebotes, 11 tapones y 11 asistencias contra el instituto St. Peter's. Antes de su primer cuádruple-doble, anotó 35 puntos, atrapó 16 rebotes y tapono cinco intentos contra el instituto South Brunswick. Alcanzó cifras dobles en anotación en 28 partidos, anotando 20 o más puntos en 16 ocasiones, incluyendo 3 partidos de 30 o más puntos. Al finalizar la temporada, Towns fue nombrado en el mejor quinteto estatal del año por segunda vez consecutiva.

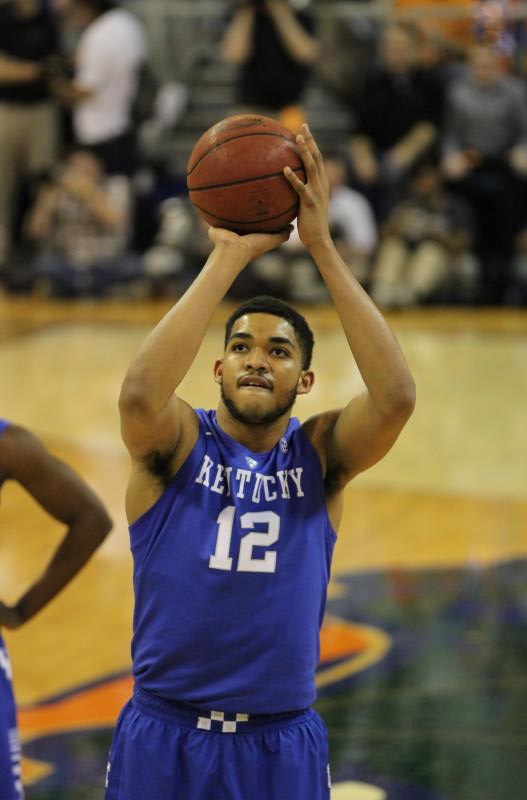
Towns lanzando un tiro libre con Kentucky en 2015.

En su última temporada, fue incluido en el mejor quinteto estatal del año por tercera vez consecutiva, además fue elegido jugador nacional de instituto del año por Gatorade. Towns lideró al instituto a un récord de 30-2, al campeonato estatal por tercera vez consecutiva y al título del torneo de campeones de la New Jersey State Interscholastic Athletic Association. En 32 partidos, promedió 20,9 puntos, 13,4 rebotes, 4,3 asistencias, 1,8 robos y 6,2 tapones por partido, con un 66% de acierto en tiros de campo y un 82% de acierto en tiros libres. El 5 de enero de 2014, registró su segundo cuádruple-doble con 20 puntos, 14 rebotes, 12 tapones y 10 asistencias. Durante su última temporada, registró 22 dobles-dobles y 3 triples-dobles, además alcanzó cifras dobles en anotación en 31 partidos, anotando 20 o más puntos en 22 partidos.
Para culminar su carrera en el instituto, Towns participó en los eventos para estrellas de instituto de último año como el McDonald's All-American, Jordan Brand Classic y el Nike Hoop Summit.

### Universidad
En su única temporada en la competición universitaria, en los Wildcats de la Universidad de Kentucky, Towns promedió 10,3 puntos, 6,7 rebotes y 2,3 tapones por partido, siendo elegido Novato del Año de la Southeastern Conference, en el mejor quinteto tanto absoluto como freshman, y en el segundo equipo consensuado All-American. En el 2015, Town y su equipo de Kentucky llegaron hasta el Final Four,perdiendo contra la Universidad de Winconsin 71-64. Luego Winconsin perdió contra la Universidad de Duke, quienes ganaron el campeonato nacional universitario de los Estados Unidos. El 9 de abril de 2015, Towns y sus compañeros de equipo de Kentucky, Andrew Harrison, Aaron Harrison, Dakari Johnson, Devin Booker, Trey Lyles y Willie Cauley-Stein, se declararon elegibles para el draft de la NBA de 2015.

#### Estadísticas
| Año     | Equipo   | PJ | PT | MPP  | %TC  | %3P  | %TL  | RPP | APP | ROB | TPP | PPP  |
| ------- | -------- | -- | -- | ---- | ---- | ---- | ---- | --- | --- | --- | --- | ---- |
| 2014–15 | Kentucky | 39 | 39 | 21.1 | .566 | .250 | .813 | 6.7 | 1.1 | .5  | 2.3 | 10.3 |

### Profesional

#### Minnesota Timberwolves (2015-2024)
El 25 de junio de 2015, Towns fue elegido en la primera posición del Draft de la NBA de 2015 por los Minnesota Timberwolves, convirtiéndose en el primer jugador latino en ser elegido en dicho puesto. También se convirtió en el quinto latino en ser elegido en la primera posición de cualquier draft de los deportes profesionales de los Estados Unidos. El 7 de julio de 2015, firmó su primer contrato como profesional con los Timberwolves. Antes de llegar a la NBA, Karl firmó un contrato con Nike el 3 de agosto de 2015.
El miércoles 28 de octubre de 2015, Towns hizo su debut como profesional en la victoria de los Timberwolves contra Los Angeles Lakers de Kobe Bryant por 112-111. En 32 minutos de acción y como titular hizo su primer doble-doble con 14 puntos y 12 rebotes. En su segundo partido, ante Denver Nuggets, se convirtió en el jugador más destacado de su equipo, logrando 28 puntos y 14 rebotes, lo que propició que los Wolves arrancaran en la liga por primera vez en su historia con dos victorias consecutivas fuera de casa.
El 12 de febrero de 2016 participó en el Rising Stars Challenge del All-Star Weekend de la NBA, donde registró 18 puntos, 7 rebotes y 4 asistencias en la victoria de la selección de USA por 157-154 sobre la selección del mundo. Al día siguiente, Towns junto con DeMarcus Cousins y Anthony Davis se convirtieron en los primeros pívots de la historia en participar en el Concurso de Habilidades de la NBA, ya que el concurso trata de ejercicios de driblar, pasar y anotar el balón, características que poseen naturalmente los bases. En el concurso, Big KAT se convirtió en el primer pívot de la historia en ganar el evento tras derrotar al base Isaiah Thomas de los Boston Celtics. También se convirtió en el cuarto rookie de la historia después de Derrick Rose, Damian Lillard y Trey Burke en hacerse con la competición. Al término de la temporada, le fue otorgado el premio al rookie del año.
En su segunda temporada, el 30 de noviembre de 2016, Towns anotó 47 puntos y 18 rebotes ante New York Knicks. Y el 28 de diciembre, consiguió su primer triple doble, con 15 puntos, 11 rebotes y 10 asistencias ante Denver Nuggets.

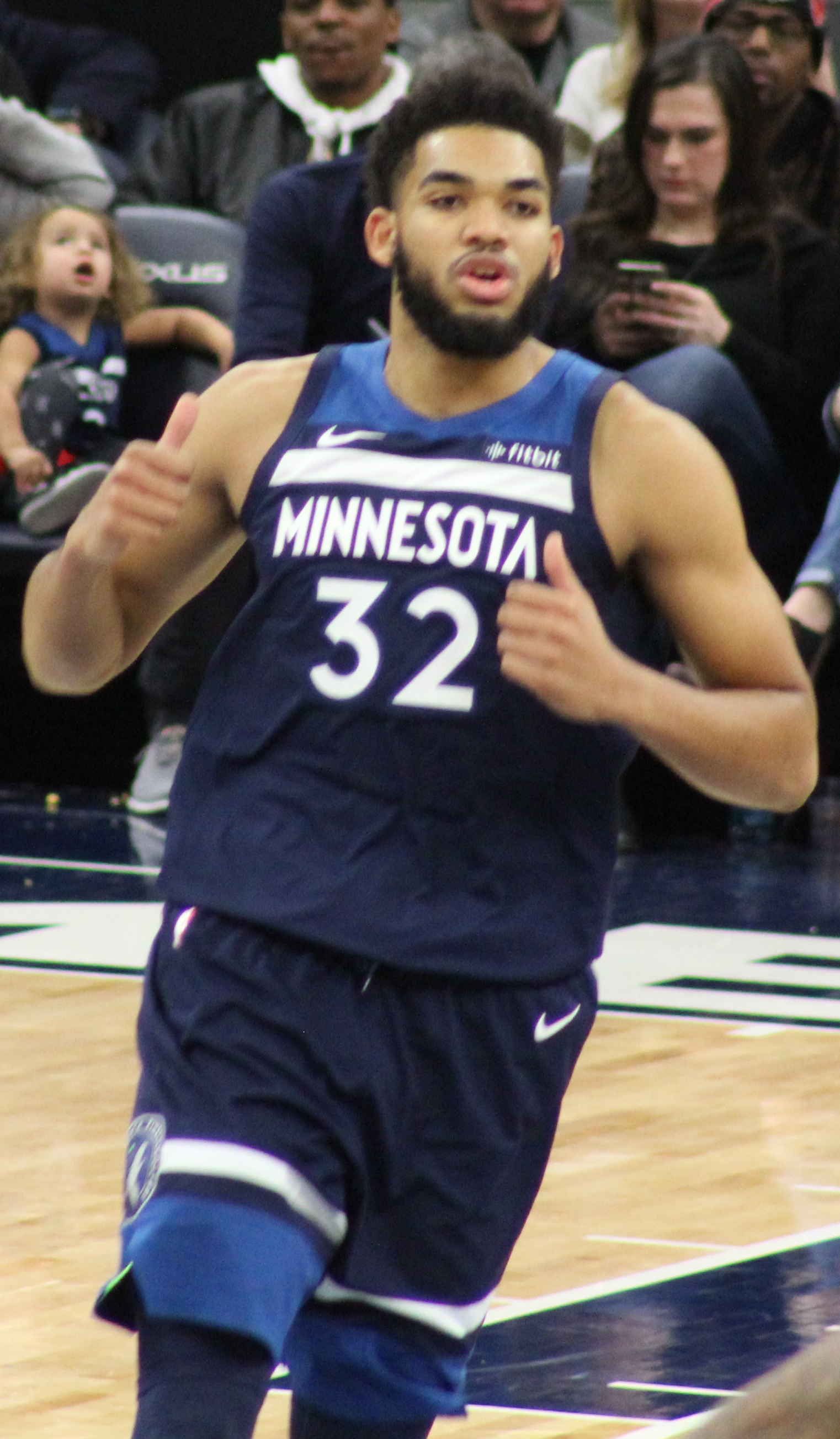
Towns con Minnesota en 2018.

En la temporada 2017-18, el 12 de enero de 2018, registró 23 puntos, 15 rebotes y 9 asistencias ante New York Knicks. Y el 23 de enero fue nombrado reserva del All-Star Game de la NBA 2018 disputado en Los Ángeles. El 28 de marzo, anotó el máximo de su carrera y el récord de la franquicia con 56 puntos y 15 rebotes ante Atlanta Hawks. Esos 56, superaban los 52 de Mo Williams, de enero de 2015. Y también le convirtió en el jugador más joven (22 años y 133 días) con 50 puntos y 15 rebotes, desde Shaquille O'Neal (22 años y 45 días) en abril de 1994. Esa temporada alcanzaron los Playoffs, cayendo en primera ronda ante Houston Rockets (1-4).
Antes del inicio de su cuarta temporada, el 23 de septiembre de 2018, firma una extensión de contrato con los Wolves por 5 años y $190 millones. En febrero, fue elegido por segunda vez como reserva para disputar el All-Star Game de la NBA 2019 de Charlotte. Towns se perdió el primer partido de su carrera el 22 de febrero de 2019 ante New York Knicks, por el protocolo de contusión tras un accidente de coche en Minnesota. Hasta ese momento, había disputado 303 encuentros consecutivos como titular, la más larga para el inicio de una carrera desde la 1970–71. Finalmente fueron dos encuentros lo que se perdió. El 5 de marzo, anotó 41 puntos y capturó 14 rebotes ante Oklahoma City Thunder, y se convirtió en el quinto máximo anotador de la franquicia, al superar los 6.777 puntos de Wally Szczerbiak.
Durante su quinta temporada, el 31 de octubre de 2019, fue suspendido con dos encuentros tras un altercado con Joel Embiid, durante un encuentro ante Philadelphia 76ers.
Ya en la sexta temporada de su carrera, a mediados de enero de 2021, se contagió de COVID-19 y se perdió 13 encuentros, volviendo el 10 de febrero ante Los Angeles Clippers, con 18 puntos y 10 rebotes.
En la temporada 2021-22, la séptima como pívot titular de los Wolves, alcanzó la cifra de 10.000 puntos anotados en su carrera, siendo el segundo en alcanzar esa cifra en la franquicia, y el segundo máximo anotador por detrás de Kevin Garnett. El 30 de enero de 2022, ante Utah Jazz, registra el segundo triple doble de su carrera con 31 puntos, 11 rebotes y 10 asistencias. El 3 de febrero, se anunció su presencia como reserva en el All-Star Game de la NBA 2022, siendo la tercera participación de su carrera. El 15 de febrero ante Charlotte Hornets, anota 39 puntos y captura 15 rebotes. El 19 de febrero, durante la celebración del All-Star Weekend, se proclamó campeón del Concurso de Triples de la NBA. El 14 de marzo anota 60 puntos ante San Antonio Spurs, 32 de ellos en el tercer cuarto y siendo su récord personal de anotación.
El 1 de julio de 2022 acuerda una extensión de contrato con los Wolves por 4 años y $224 millones. Esa temporada solo disputó 29 encuentros debido a las lesiones y tuvo el promedio anotador más bajo desde que debutó, con 20,8 puntos por partido.
Durante su novena temporada en Minnesota, el 16 de diciembre de 2023, anota 40 puntos ante Indiana Pacers. El 22 de enero de 2024 ante Charlotte Hornets anota 62 puntos, récord personal y récord de la franquicia al superar los 60 puntos que él mismo anotó en 2022. El 1 de febrero se anunció su participación como suplente en el All-Star Game, siendo la cuarta nominación de su carrera. Al término de la temporada regular le fue entregado el premio Social Justice.
Tras nueve temporadas en Minnesota, el 27 de septiembre de 2024, es traspasado a New York Knicks a cambio de Julius Randle y Donte DiVincenzo.

#### New York Knicks (2024-presente)
Al comienzo de primer año en Nueva York, el 30 de octubre de 2024 ante Miami Heat, consigue un doble-doble de 44 puntos y 13 rebotes. El 13 de noviembre ante Chicago Bulls anota 46 puntos y captura 10 rebotes. Fue nombrado jugador del mes de diciembre de la conferencia Este. El 4 de enero de 2025 anota 44 puntos ante Chicago Bulls. A finales de enero de 2025 se anunció su participación en el All-Star Game, siendo la quinta nominación de su carrera. El 11 de febrero anota 40 puntos ante Indiana Pacers. Al día siguiente, el 12 febrero ante Atlanta Hawks, anota 44 puntos, convirtiéndose en el quinto jugador en la historia de la Knicks que anota 40 o más puntos en días consecutivos, junto a Bernard King, Patrick Ewing, Carmelo Anthony y Jalen Brunson.

## Selección nacional
Towns formó parte de la selección juvenil de la República Dominicana que participó en el Centrobasket Sub-17 de 2011, que finalizó en quinto lugar. Towns disputó 4 partidos y promedió 15,8 puntos, 8,5 rebotes y 1,5 tapones por partido.
Con solo 16 años de edad, Towns hizo su debut con la Selección absoluta de la República Dominicana en el Centrobasket 2012 en Hato Rey, Puerto Rico. En su primer partido con la selección, Towns registró 2 puntos, 3 rebotes y 3 tapones contra Costa Rica. En el campeonato, la selección dominicana se proclamó campeón del Centrobasket 2012, haciéndose con la medalla de oro. 
Posteriormente participó en el Torneo Preolímpico FIBA 2012 y en el Campeonato FIBA Américas de 2013, finalizando en cuarto lugar en cada competición.
Durante agosto y septiembre de 2023 fue integrante de la selección de República Dominicana que participó en el Mundial de 2023 celebrado en Asia, y que finalizó en decimocuarto lugar.

## Estadísticas de su carrera en la NBA

### Temporada regular
| Año      | Equipo    | PJ  | PT  | MPP  | %TC  | %3P  | %TL   | RPP  | APP | ROB | TPP | PPP  |
| -------- | --------- | --- | --- | ---- | ---- | ---- | ----- | ---- | --- | --- | --- | ---- |
| 2015-16  | Minnesota | 82  | 82  | 32.0 | .542 | .341 | .811  | 10.5 | 2.0 | .7  | 1.7 | 18.3 |
| 2016-17  | Minnesota | 82  | 82  | 37.0 | .542 | .367 | .832  | 12.3 | 2.7 | .7  | 1.3 | 25.1 |
| 2017-18  | Minnesota | 82  | 82  | 35.6 | .545 | .421 | .858  | 12.3 | 2.4 | .8  | 1.4 | 21.3 |
| 2018-19  | Minnesota | 77  | 77  | 31.3 | .518 | .400 | .836  | 12.4 | 3.4 | .9  | 1.6 | 24.4 |
| 2019-20  | Minnesota | 35  | 35  | 33.9 | .508 | .412 | .796  | 10.8 | 4.4 | .9  | 1.2 | 26.5 |
| 2020-21  | Minnesota | 50  | 50  | 33.8 | .486 | .387 | .859  | 10.6 | 4.5 | .8  | 1.1 | 24.8 |
| 2021-22  | Minnesota | 74  | 74  | 33.5 | .529 | .410 | .822  | 9.8  | 3.6 | 1.0 | 1.1 | 24.6 |
| 2022-23  | Minnesota | 29  | 29  | 33.0 | .495 | .366 | .874  | 8.1  | 4.8 | .7  | .6  | 20.8 |
| 2023-24  | Minnesota | 62  | 62  | 32.7 | .504 | .416 | .873  | 8.3  | 3.0 | .7  | .7  | 21.8 |
| 2024-25  | New York  | 72  | 72  | 35.0 | .526 | .420 | .829  | 12.8 | 3.1 | 1.0 | .7  | 24.4 |
| Total    | Total     | 645 | 645 | 34.1 | .524 | .400 | .837  | 11.1 | 3.2 | .8  | 1.2 | 23.1 |
| All-Star | All-Star  | 5   | 1   | 17.7 | .634 | .310 | 1.000 | 6.8  | 1.6 | .2  | .0  | 20.2 |

### Playoffs
| Año   | Equipo    | PJ | PT | MPP  | %TC  | %3P  | %TL  | RPP  | APP | ROB | TPP | PPP  |
| ----- | --------- | -- | -- | ---- | ---- | ---- | ---- | ---- | --- | --- | --- | ---- |
| 2018  | Minnesota | 5  | 5  | 33.9 | .467 | .273 | .739 | 13.4 | 2.2 | .4  | 1.0 | 15.2 |
| 2022  | Minnesota | 6  | 6  | 36.9 | .488 | .455 | .860 | 10.8 | 2.2 | .7  | 2.0 | 21.8 |
| 2023  | Minnesota | 5  | 5  | 36.0 | .457 | .250 | .750 | 10.2 | 2.0 | .6  | .8  | 18.2 |
| 2024  | Minnesota | 16 | 16 | 32.6 | .466 | .361 | .855 | 9.0  | 2.6 | .8  | .2  | 19.1 |
| 2025  | New York  | 18 | 18 | 35.5 | .488 | .351 | .845 | 11.6 | 1.3 | .7  | .7  | 21.4 |
| Total | Total     | 50 | 50 | 34.7 | .476 | .350 | .831 | 10.7 | 2.0 | .7  | .7  | 19.8 |

## Vida personal
Towns creció en el Municipio de Piscataway, Nueva Jersey, donde asistió a la escuela "Lake Nelson Seventh-Day Adventist School", luego fue a la Theodore Schor Middle School y repitió el séptimo grado después de la transferencia desde Our Lady of Fatima School en 2009.
En abril de 2020, su madre y otros seis miembros de la familia, fallecieron por complicaciones derivadas del COVID-19.
Desde julio de 2020, mantiene una relación sentimental con Jordyn Woods.

## Logros y reconocimientos
Selección nacional
- Centrobasket 2012

Instituto
- Premio Gatorade al Jugador del Año (2014)
- McDonald's All-American (2014)
- Jordan Brand Classic (2014)

Universidad
- Freshman del Año de la SEC (2015)
- Mejor Quinteto de la SEC (2015)
- Mejor quinteto de freshman de la  SEC (2015)
- 2º equipo All-American consensuado (2015)

NBA
- Campeón del Concurso de Habilidades de la NBA (2016)
- Rookie del Año de la NBA (2016)
- Mejor quinteto de rookies de la NBA (2016)
- 2 veces tercer mejor quinteto de la NBA (2018 y 2022)
- 5 veces All-Star de la NBA (2018, 2019, 2022, 2024, 2025)

### Récords personales
| Puntos: 62 - vs Charlotte Hornets, 22 de enero de 2024 Porcentaje de tiros de campo: 8/8(.100) - vs Atlanta Hawks, 26 de diciembre de 2016 Tiros de campo convertidos: 47 - vs Atlanta Hawks, 28 de marzo de 2018 Tiros de campo intentados: 32 - vs Atlanta Hawks, 28 de marzo de 2018 Tiros libres convertidos (sin errar): 7/7 - vs Sacramento Kings, 9 de noviembre de 2018 Tiros libres convertidos: 17 - vs New York Knicks, 30 de noviembre de 2016 Tiros libres intentados: 20 - vs New York Knicks, 30 de noviembre de 2016 Triples convertidos: 8 - vs Atlanta Hawks, 28 de marzo de 2018 - vs Cleveland Cavaliers, 7 de febrero de 2018 Triples intentados: 10 - vs Charlotte Hornets, 15 de noviembre de 2016 | Rebotes: 27 - vs New Orleans Pelicans, 12 de enero de 2019 Rebotes ofensivos: 10 - vs Miami Heat, 30 de diciembre de 2018 Rebotes defensivos: 21 - vs Boston Celtics, 5 de enero de 2018 Asistencias: 10 - vs Denver Nuggets, 28 de diciembre de 2016 Robos: 4 - vs Phoenix Suns, 20 de enero de 2019 Tapones: 6 - vs Miami Heat, 30 de diciembre de 2018 Pérdidas: 11 - vs Miami Heat, 30 de abril de 2019 Minutos jugados: 48:07 - vs Philadelphia Sixers, 12 de diciembre de 2017 |